# Merrion Square
Merrion Square (irsk: Cearnóg Mhuirfean) er en georgiansk park i Southside af Dublin centrum.
Den blev etableret i 1762 med design af John Smyth og Jonathan Barker til Viscount FitzWilliams ejendom. Samuel Sproule udlagde senere østsiden omkring 1780 og den blev skabt ved en konkurrence, der blev vundet af Benjamin Simpson i 1792 med tegninger af John James Barralet. De omkringliggende huse blev stort set alle sammen opført i begyndelsen af 1800-tallet.
Efterspørgslen et townhouse syd for floden Liffey var blevet igangsat af beslutningen af daværende jarl af Kildare (senere hertug af Leinster) til at bygge sit hjem i Dublin i den ikke-udviklede southside. Han opførte det største aristokratiske hus i Dublin, Leinster House, efter Dublin Castle. Aristokrater, biskopper og velhavende begyndte herefter at sælge deres huse i Northside og flyttede til de nye huse i southside.